# نوکیا ۲
نوکیا ۲ (انگلیسی: Nokia 2) یک تلفن هوشمند دارای برند نوکیا اندرویدی است که در اسپو، فنلاند توسط اچ‌ام‌دی گلوبال توسعه یافته‌است. در ۳۱ اکتبر ۲۰۱۷ نوکیا با معرفی ویژگی‌های این تلفن، مدعی طول عمر دو روزه باتری آن شد.